# 太湖南站
太湖南站位于中华人民共和国安徽省安庆市太湖县沙坝村境内，是合安九客运专线上的一座车站，2021年12月30日启用。

## 车站结构
太湖南站新建2台4线。